# Slavka Pavić
Slavka Pavić (Jajce, 20. listopada 1927.), hrvatska fotografkinja.

## Životopis
Rodila se je u Jajcu 1927. godine. Djetinjstvo i mladost je provela u Daruvaru, a 1946. upisuje studij ekonomije u Zagrebu. U to vrijeme upoznaje i svog budućeg supruga, inače fotoreportera Agencije za fotodokumentaciju, Milana Pavića. Slavka je fotografirati započela ranih pedesetih godina, kada joj je suprug poklonio prvi fotoaparat Rolleiflex te je nagovorio da se učlani u Fotoklub Zagreb. Ostvarila je respektabilan i kvalitetan opus, a mnogi njeni radovi zauzimaju važno mjesto u antologiji hrvatske fotografije. Održala je 34 samostalne i sudjelovala na više od 400 grupnih izložbi u zemlji i inozemstvu. Slavka je i jedna od osnivačica Ženske sekcije Fotokluba Zagreb 1973. godine te suorganizatorica godišnjih izložbi Žene snimaju kojima se obilježavao 8. mart i koje se (s manjim prekidima) održavaju do danas.
U svojim fotografijama pokazuje istančan interes za detalje, strukture i prizore iz svakodnevice te osjećaj za kompoziciju. Kroz njezin fotodokumentarizam mogu se pratiti promjene u gradskom prostoru i pejsažu, a urbani krajolik često koristi kao "podlogu za dinamičnu likovnu igru," dok "u gradskim vizurama pronalazi i sjenama naglašava geometrijske oblike." U sedamdesetim godinama 20. stoljeća okušala se i u eksperimentalnoj fotografiji pa se u njenom opusu mogu pronaći i fotogrami, dvostruke ekspozicije ili dijapozitiv razvijen kao negativ.
Radovi joj se nalaze u Zbirci hrvatske fotografije Fotokluba Zagreb, Muzeju za umjetnost i obrt, Muzeju grada Zagreba, Muzeju suvremene umjetnosti, Etnografskom muzeju u Zagrebu te u privatnim zbirkama.

## Nagrade i priznanja
- Osvojila je više od 90 različitih nagrada i priznanja.[2]
- Djela su joj u Zbirci hrvatske fotografije Fotokluba Zagreb, u zbirkama Muzeja za umjetnost i obrt, Muzeja grada Zagreba, Muzeja suvremene umjetnosti, Etnografskom muzeju u Zagrebu te u različitim privatnim zbirkama.[2]